# Vinohrádiv
Vinohrádiv (en ucraniano: Виноградів, en rumano: Seleușu Mare, en húngaro: Nagyszőlős) es una ciudad ucraniana perteneciente al óblast de Transcarpacia. Situada en el oeste del país, forma parte del raión de Bérejove y centro del municipio (hromada) homónimo.

## Toponimia
El lugar también se conoce con otros nombres en idiomas de importancia local (en rusino: Cивлюш, romanizado: Syvlyush; en húngaro: Nagyszőlős; en rumano: Seleușu Mare; en eslovaco: Veľká Sevljuš; en ruso: Виноградов, romanizado: Vinográdov; en yidis: סעליש‎, romanizado: Selish).

## Geografía
Vinojrádiv se encuentra en la región histórica de Rutenia, 21 km al oeste de Just y 77 km al sureste de Úzhgorod.

## Historia
Aparece mencionada por primera vez en 1262 con el nombre de Zceuleus. Su nombre húngaro, Nagyszőlős ("Gran Viñedo"), se debe al hecho de que este es un distrito importante en la producción de vino. La ciudad también recibió el nombre de Sevlush (la transliteración rusina de la palabra húngara szőlős, viñedo).
La ciudad era una de las más antiguas del condado de Ugocsa y estaba habitada por vinicultores de la corte real. En 1329, el rey Carlos I de Hungría concedió privilegios a la ciudad, que se convirtió en la sede de un condado. El castillo de Ugocsa no se convirtió en una fortaleza duradera, ya que fue destruida en 1557 durante la guerra entre los Habsburgo y el Principado de Transilvania y desde entonces permaneció en estado de ruina.
En 1556 protestantes locales atacaron el monasterio, mataron a los monjes y lanzaron el cadáver de San Juan Capistrano a un pozo. La familia Perényi invitó a los monjes franciscanos a volver al pueblo de nuevo pero el monasterio se quemó en 1747. En 1717 hubo una invasión tártara en la que casi toda la población fue asesinada o expulsada.
Hacia 1910 la ciudad tenía unos 7811 habitantes (5943 o 76 % de origen húngaro, 1266 o 16 % rutenos y 540 o 7 % alemanes). La composición religiosa era de 3311 católicos griegos (42,5 %), 2237 judíos (28,6 %) y 1124 calvinistas (14,4 %).[cita requerida]
Al finalizar la Primera Guerra Mundial, Nagyszőlős fue tomada por las tropas comunistas húngaras de Béla Kun, derrotadas a principios de julio por Checoslovaquia. Los aliados reconocieron a Nagyszőlős como parte de esta última en septiembre de 1919, con el tratado de Trianón, con la condición de que Checoslovaquia concediera un estatus autónomo a la Ucrania subcarpática. Durante el período de la administración checoeslovaca, se produjo un auge de la construcción en Vinohrádiv.
Según el primer arbitraje de Viena de 1938, la ciudad, junto con la parte sur de la Rutenia subcarpática, fue ocupada por Hungría. Durante la Segunda Guerra Mundial, muchos residentes partieron hacia el territorio de la URSS. La ciudad tenía un gueto judío en 1944 que comprendía alrededor del 32 % de los habitantes. La mayoría de los judíos de esta sección de Transilvania septentrional fueron deportados de mayo a junio de 1944 al campo de concentración de Auschwitz para ser asesinados poco después de llegar. Los judíos que llegaban al gueto pasaban un promedio de dos semanas allí antes de ser deportados. La condiciones eran de gran hacinamiento, con muchas familias en una habitación, lo que contribuía a aumentar el sufrimiento y las enfermedades.
En 1944 la Unión Soviética ocupó la Rutenia carpática y la incorporó a su territorio en 1946. Inicialmente se llamó Sevliush, pero luego la ciudad tomó el nombre de Vinográdov en ruso o Vinohrádiv en ucraniano, basándose en el nombre húngaro.
Hasta el 18 de julio de 2020, Vinohrádiv fue el centro del raión de Vinohrádiv. El raión fue abolido en julio de 2020 como parte de la reforma administrativa de Ucrania, que redujo el número de raiones del óblast de Transcarpacia a seis. El territorio del raión de Vinohrádiv se fusionó con el raión de Bérejove.

## Demografía
La evolución de la población de Vinohrádiv entre 1910 y 2022 fue la siguiente:
| 4400                                                          | 5187 | 7811 | 15 910 | 20 580 | 22 436 | 25 663 | 25 760 | 25 565 | 25 317 |
| (Fuente: Cities & Towns of Ukraine y UKRAINE: Größere Städte) |      |      |        |        |        |        |        |        |        |

Según el censo de 2001, el 80,84 % de la población son ucranianos, el 14,31% son húngaros y el 3,54% son rusos. En cuanto al idioma, la lengua materna de la mayoría de los habitantes, el 82,13%, es el ucraniano; del 13,54% es el húngaro; y el ruso es del 3,81%.

## Economía
Uno de los mayores empleadores en Vinohrádiv es Gentherm.

## Infraestructura

### Arquitectura, monumentos y lugares de interés
Vinojrádiv cuenta con las ruinas del castillo de Ugocsa, del siglo XIII y el palacio Pereni, construido por la familia noble Pereni a partir de 1399 y reconstruido en estilo barroco como mansión. 
La ciudad cuenta con numerosas iglesias como la iglesia franciscana y monasterio (construidos en 1744, reconstruidos en 1889), la iglesia de la Asunción, de origen en el siglo XIII, reconstruida en el siglo XV y restaurada a comienzos del siglo XX, la iglesia protestante de 1828 y el monasterio franciscano del siglo XV. También hay una sinagoga construida alrededor de 1900 de estilo modernista.

### Transporte
Vinojrádiv es parte de la línea ferroviaria Bátiovo-Solótvino.

## Personas destacadas
- Gábor Döbrentei (1786-1851): filólogo y anticuario húngaro.
- Mijailo Koman (1928-2015): exfutbolista y entrenador del Dinamo Kiev.

## Galería

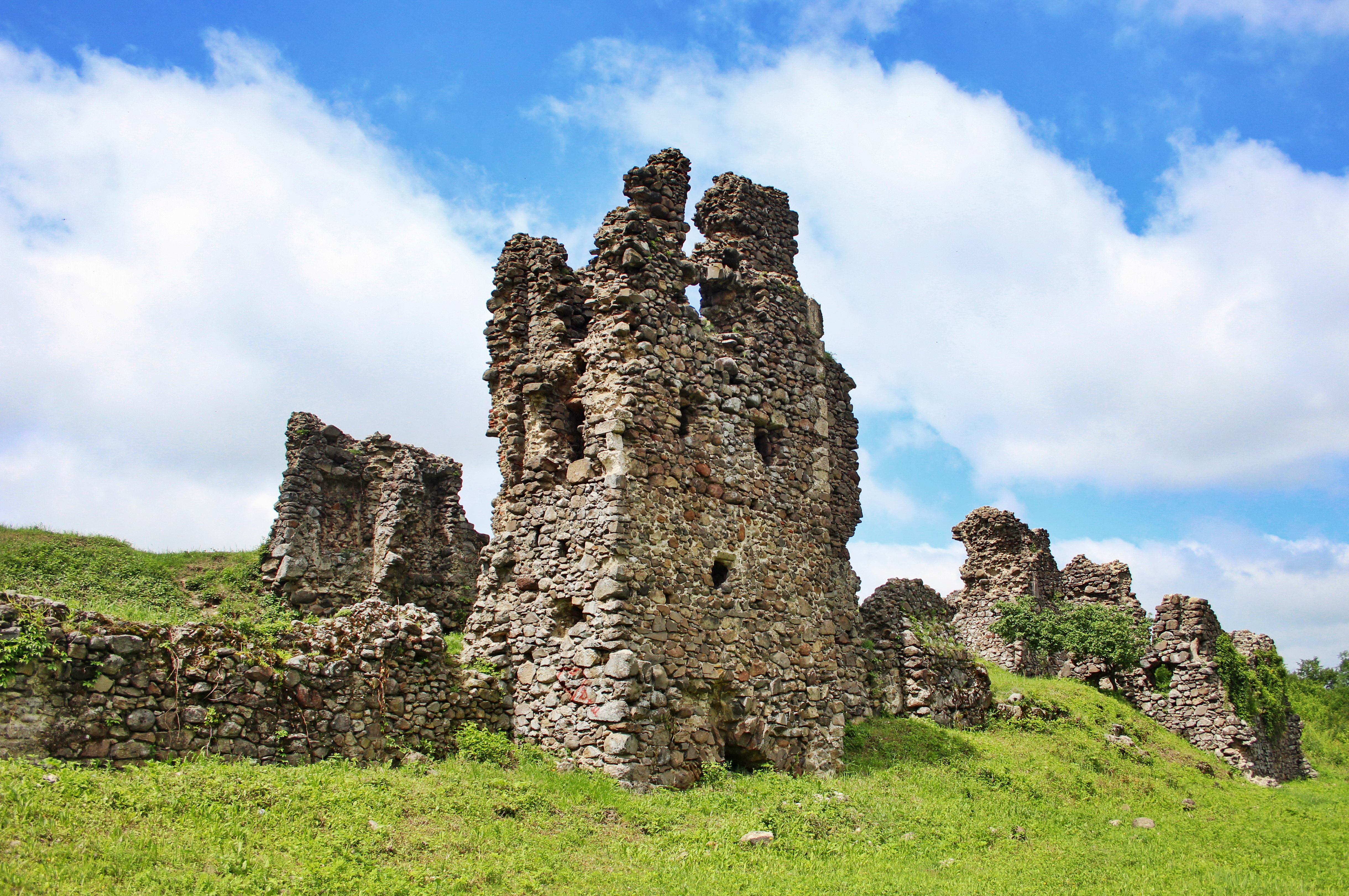
Castillo Ugocsa
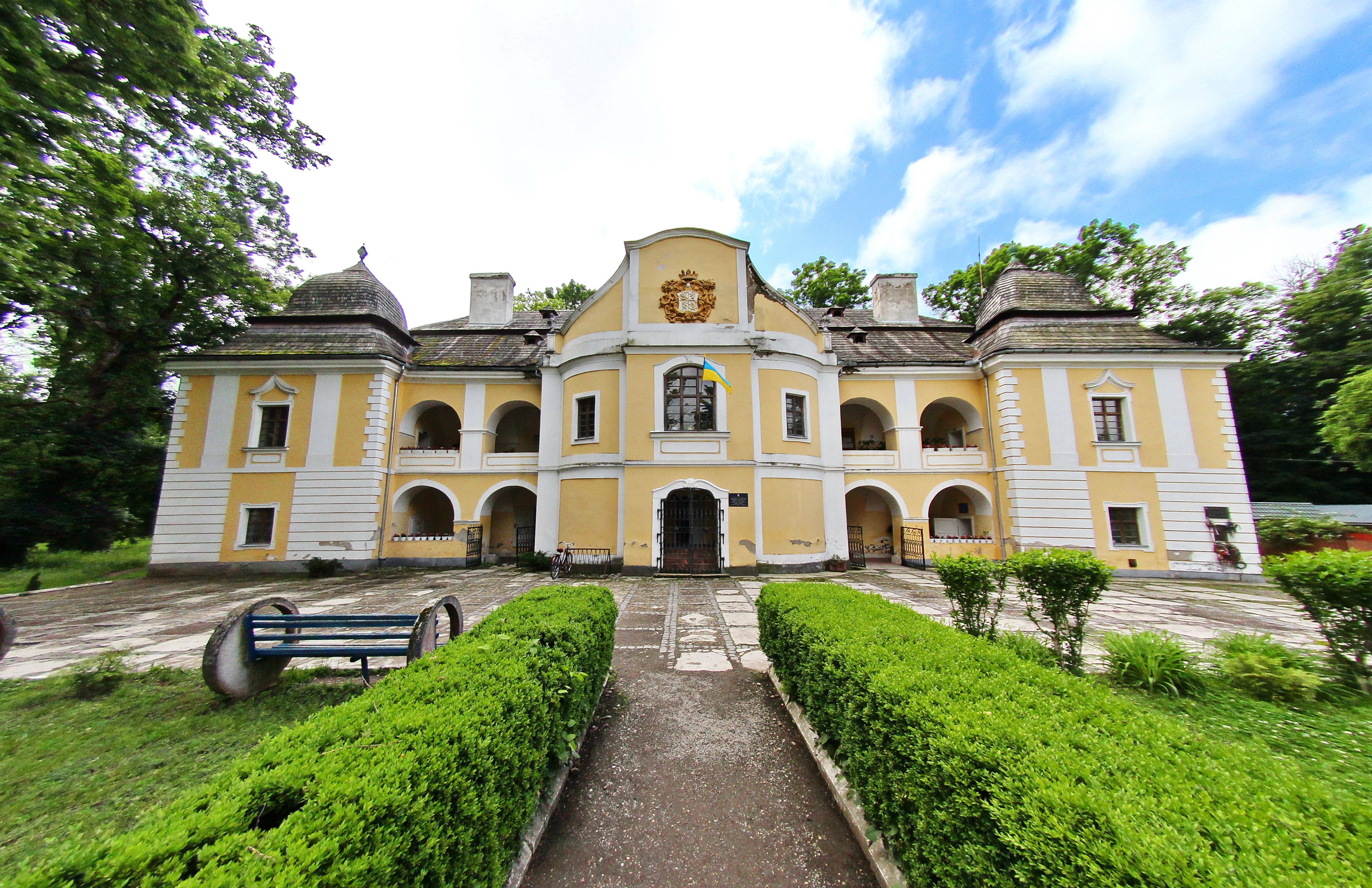
Palacio Perényi
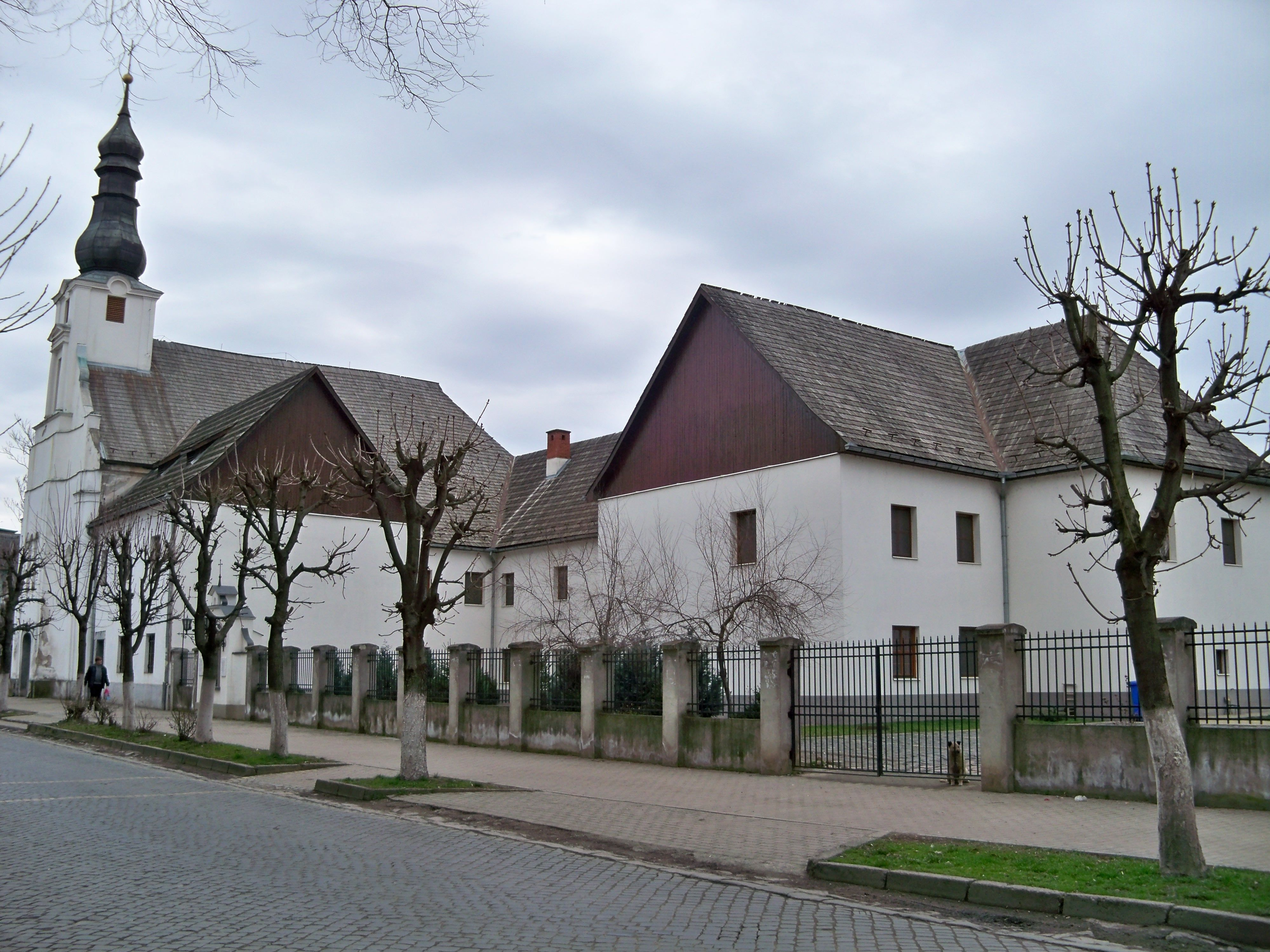
Iglesia franciscana y monasterio
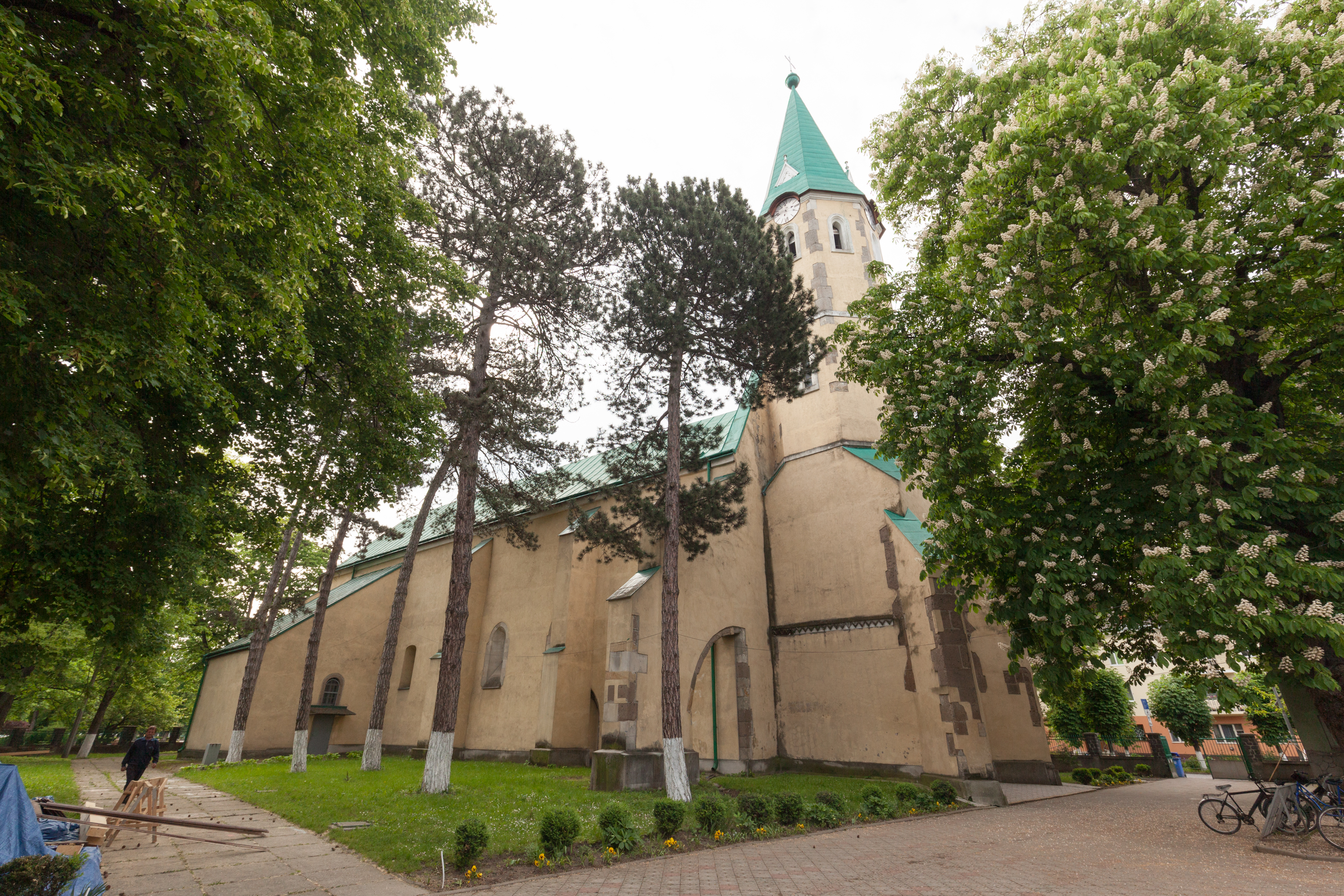
Iglesia de la Ascensión

## Ciudades gemelas
Vinohrádiv tiene lazos con las siguientes ciudades:
- Vranov nad Topľou, Eslovaquia.
- Celadas, España.
- Fehérgyarmat y Nyírbátor, Hungría
- Dynów, Polonia